# يوسف عثمان
يوسف عثمان (14 يوليو 1994 -)، ممثل ويوتيوبر مصري. كان أول ظهور له مع المخرج أسامة فوزي في فيلم بحب السيما وبعدها قدم فيلم سيب وأنا أسيب مع عمرو واكد وفيلم خلطة فوزية مع إلهام شاهين وفتحي عبد الوهاب وعزت أبو عوف.
في 2013 عاد للتمثيل بدوره في مسلسل فرعون من بطولة خالد صالح و في 2015 في مسلسل أستاذ ورئيس قسم مع عادل إمام ثم في عام 2016 في مسلسلات وعد والميزان والخانكه ومسلسل أرض جو في 2017 وشارك مع محمد رمضان في مسلسل نسر الصعيد في 2018 ومسلسل زلزال في 2019.
حصل على جائزة أوسكار السينما المصرية عن دوره في فيلم بحب السيما و شارك في مهرجان القاهرة السينمائي في نسخته السابعة والثلاثين بدوره في فيلم من ضهر راجل.

## تمثيل

### مسلسلات
| - العيلة دي: 2022 - الغرفة 207: 2022 - إلا أنا 2: 2021-علي (حكايه حلم حياتي) - خارج السيطرة:2021 - كله بالحب:2021-شربينى - هجمة مرتدة:2021-وليد - وادى الجن (الكهف):2021 - ورا كل باب:2021-حسن - خيط حرير:2020-رامز - زلزال:2019-أسامة - لآخر نفس:2019-عبدالرحمن | - الشارع اللي ورانا:2018-باسم - نسر الصعيد:2018-يوسف - الخانكة:2016-مازن - الميزان:2016-زياد - وعد:2016-نبيل (بيلي) - أستاذ ورئيس قسم:2015-باهر نافع - فرعون:2013 - البوابة الثانية:2009-حسن - العائد:2008- (نور)عزب ابن حربي - الفنار:2008-يحيى | - المحطة اكشن نيوز:2008 - بعد الفراق:2008-طفل - آخر الخط:2007-طفل - حمد الله على السلامة:2007-طفل - عائلة مجنونة جداً:2007-رامي 13 سنة - قلب امرأة:2007 - لحظات حرجة:2007 - يتربى في عزو:2007-عصام - من غير ميعاد:2005 - شباب أون لاين (ج2):2003-الطفل حمادة |

| - ريتسا: 2021- حداد (في شبابه) - فوتوكوبي: 2017-هشام - من ضهر راجل: 2015 - خلطة فوزية: 2009-ابن فوزية - بحب السيما: 2004-نعيم عدلي - سيب وأنا أسيب: 2004-يوسف | - هزر فزر مع لولي:2021-ضيف - الأوضه:2019 - صاحبة السعادة:2014-ضيف - القاهرة اليوم:1998-مقدم الفقرة الرياضية | - 600 كيلو:2021 - الأبوكاليبس:2020 - فرح عديلة:2020 |

## قناته على يوتيوب
في عام 2017 قام بإنشاء قناة على يوتيوب (خلونا نتكلم كفنيين) لتقديم تحليلات وفيدوهات عن كرة القدم وحققت نجاحاً ملحوظاً إلى انه انفصل عن القناة وقام بإنشاء قناة (ابن عثمان) وتجاوز عدد متابعيه 200 ألف مشترك في وقت قصير، وتم اختياره من قبل الكاف ليكون ضمن الفريق الإعلامي لتغطية افتتاح كأس الأمم الأفريقية 2019 في مصر.